# DJ Кефир
Серге́й Вячесла́вович Ла́зарев (род. 25 мая 1971, Ленинград, СССР), более известный как Кефир и DJ Кефир — российский диджей, радиоведущий, рэп-исполнитель, танцор брейк-данса и граффити-художник. Участник советской рэп-группы «Имя защищено» (1989—1992) и альянса трёх диджеев F.U.N. (DJ Кефир, DJ LA и DJ Примат) (1996—1997). Является одним из первых советских и российских рэп-исполнителей.
С 1988 по 1991 год участвовал во всесоюзных фестивалях по брейк-дансу. Осенью 1989 года вместе с Владиславом «DJ Вольфом» Вайтеховичем и Дмитрием «DJ D» Ильиным создал рэп-группу «Имя защищено», ставшую известной за счёт композиции «Ленинград». В 1992 году группа прекратила творческую деятельность. С осени 1994 по лето 1995 года Кефир вёл на радиостанции «Катюша» в Санкт-Петербурге передачу Hip Hop Info.
В 1995 году увлёкся клубным диджеингом и стал выступать под именем DJ Кефир. В 1995 году занял второе место в категории «mixing» на международном фестивале диджеев Grandmaster D.J. '95. В 1998 году стал победителем чемпионата по скретчу DMС-Russia 98. С 2004 по 2010 год DJ Кефир входил в рейтинг лучших диджеев страны «Top 100 DJ России» по итогам онлайн-голосования на сайте DJ.ru. В качестве музыканта Кефир участвовал в записях композиций групп «Кирпичи», «Чугунный скороход», «Гости из будущего», Бориса Гребенщикова и «Deadушки», «Русский размер», «Чиж & Co», «Отпетые мошенники», «Т9».

## Биография

### Ранние годы
Сергей Лазарев родился 25 мая 1971 года в Ленинграде. Учился в школе № 252 с 1978 по 1987 год.

### Творчество

#### Брейк-данс
В 1986 году увлёкся брейк-дансом. Увидев по телевизору выступление ансамбля «Арсенал» в передаче «Утренняя почта» с номером «про роботов» 9 февраля 1986 года, Лазарев захотел научиться этим движениям и вскоре поступил в студию пантомимы «Четыре ветра» во Дворце культуры «Красный выборжец», где освоил стиль «электрик-буги». В эту же студию он привёл своих знакомых, братьев Мерзликиных, которые позже стали известны по участию в группах «Чёрное и Белое» и «Мальчишник». В то время Лазарев танцевал под музыку Grandmaster Flash and the Furious Five «The Message» (1982), C.O.D. «In The Bottle» (1983) и Shannon «Let The Music Play» (1983). Новым движениям стал учиться после просмотра американских фильмов «Брейк-данс» (1984) и «История хип-хопа» (Beat This! A Hip-Hop History, 1984), которые демонстрировали в баре «Голубой» (ул. Партизана Германа, 22, Ленинград), где работали рэп-диск-жокеи Майкл и Вальдемар.
Первым местом для исполнения брейк-данса стал Ленинградский дворец молодёжи, на втором этаже которого по выходным устраивались дискотеки. Ещё одним местом скопления брейкеров стала Дворцовая площадь, где по выходным танцевали на брусчатке, а из рядом стоящего магнитофона звучала музыка Херби Хэнкока «Rockit» (1983). С Дворцовой площади танцоры переместились на ближайший к Дворцовому мосту спуск, который в молодёжной тусовке называли «Треугольником»: здесь би-бои разделялись на коллективы из двух или трёх человек и соревновались друг с другом. Именно здесь Лазарев и получил имя «Кефир», когда стал регулярно приходить по ночам с пакетом кефира, чтобы утолить голод. После закрытия дискотек в ЛДМ брейкеры перешли во Дворец культуры работников связи, где проходила дискотека «Курьер». Там же Кефир попробовал себя в роли граффити-художника и вместе со своими друзьями разрисовал площадку, которая находилась за сценой. Весной 1990 года Кефир вместе с другими художниками (Максим «Диспетчер» Карнилов, Владислав «Вольф» Вайтехович, Алексей «Бармалей» Богданов, Олег «Баскет» Басков) две недели участвовал в съёмках фильма «Ай лав ю, Петрович!» в Одессе.
С 1988 по 1991 год Кефир участвовал во всесоюзных фестивалях по брейк-дансу, среди которых «Брейк '88» (Мурманск, февраль), «Витебск '88» (Витебск, Белоруссия), Break Dance '88 (Донецк, декабрь '88), Papuga '89 (Паланга, Литва, август '89) и «Колобок '90» (Горький, ноябрь '90).

#### «Имя защищено»
Осенью 1989 года, вдохновившись появлением рэперов на августовском брейк-данс-фестивале «Papuga '89» (Паланга, Литва), Сергей «Кефир» Лазарев, Владислав «DJ Вольф» Вайтехович и Дмитрий «DJ D (a.k.a. I.D.A.)» Ильин решили создать рэп-группу. Вольф придумал название — «Имя защищено». Рэп исполняли Кефир и Вольф. За тексты отвечал Кефир, а за музыку — все трое. Кефир создавал фонограммы на магнитофоне путём копирования фрагментов аудиозаписей других исполнителей. DJ D создал самодельный кнопочный микшерный пульт, с помощью которого нарезал лупы на двух советских виниловых проигрывателях фирмы «Аккорд». С помощью пульта скорость воспроизведения грампластинки замедлялась в нужном месте, этот же фрагмент фиксировался на втором проигрывателе, только воспроизводился на тональность ниже. Полученный результат записывался на аудиокассету и служил в качестве инструментала для дальнейшего наложения рэп-акапеллы. Группа записала песни «Ленинград», «Про страну», «Регтайм», «Гонки», «Сами по себе», «Если ты болен телом», «Скоты». Изначально записывались на магнитную ленту в домашней студии Ильина (DJ D), состоящей из самодельной аппаратуры и бытовых магнитофонов, а затем в школе-студии, где Ильин работал звукорежиссёром. 21 апреля 1991 года группа «Имя защищено» выступила с песней «Ленинград» на первом Всесоюзном фестивале рэп-музыки «Рэп-пик-91» в ЛДМ (Ленинградский Дворец Молодёжи), организованном диджеями Андреем «Репой» Репниковым и Александром Чибисом. В 1991 году Олег Поваров (он же «Попс»), ведущий телепередачи «Субкультура» (Ленинградская программа, 1991—1993) снял на одну из песен видеоклип, который так и не пустили в эфир из-за плохого качества звука. Последний концерт группы «Имя защищено» состоялся в концертном зале Рижского технического университета на организованном компанией «Артклуб» фестивале танцевальной музыки Deju Mūzikas Festivāls ’91 8 декабря. В 1992 году группа прекратила творческую деятельность, а записи группы были утеряны после ограбления квартиры Ильина (DJ D).
Другой участник группы, DJ Вольф, был известен в узких кругах тем, что сделал аппарат для скретчинга из советского винилового проигрывателя фирмы «Вега» и груды металлолома. В начале 1991 года Вольф обучил диджейскому мастерству Глеба Матвеева («DJ LA»), танцора брейк-данс-команды Bad Balance, собрал для него точно такой же аппарат для скретчинга из советского винилового проигрывателя фирмы «Аккорд», и уже через пару месяцев «Эл-Эй» начал делать свои первые миксы для записи магнитоальбома «Семеро одного не ждут» (1991). Одной из композиций является кавер-версия на песню «Ленинград» группы «Имя защищено». В 1991 году Вольф делал скретчи для других рэперов: сперва был приглашён в Москву на студию «Тандем» Михаила Звездинского для записи альбома, затем вернулся в Ленинград и помог в записи треков рэп-групп «Академия-2» и «Чёрное и Белое» («Деньги»). 8 июля 1991 года он выступил вместе с группой «Чёрное и Белое» с песнями «Ленинградские ребята», «Детство» и «Вася-хулиган» в СКК им В. И. Ленина в Ленинграде. Выступление было показано в программе «Топ-секрет», но живой звук с использованием скретча был заменён на фонограмму. В 1991 году Вольф принял участие в качестве диджея на рэп-фестивале «РадиС» в парке имени И. В. Бабушкина в Ленинграде и на первом рэп-фестивале студии «Класс» в июле 1991 года в московском парке Горького. Вольф также принимал участие как диджей в записи некоторых песен рэп-группы «Термоядерный джем»: сделал скретч к песне «Knockout» и участвовал в продакшене трека «Бледный». В сентябре 1993 года Вольф принял участие в записи двух песен рэп-проекта «Дети болот»: «Мы идём» и «Душа». В октябре Вольф вместе с группой Bad Balance уехал в Германию, где живёт и по сей день.
В 1992 году Мистер Малой записал свою первую песню, это была кавер-версия песни «Ленинград» группы «Имя защищено», но этой записи не сохранилось. В 2004 году Кефир совместно с Мистером Малым записал ремейк песни «Ленинград» (музыка: DJ Тенгиз, слова: Кефир).

#### DJ Кефир
С осени 1994 по лето 1995 года Кефир вёл на радиостанции «Катюша» на волне 101,4 FM в Санкт-Петербурге передачу Hip Hop Info, которая стала двигателем российского хип-хоп-движения на радиоволнах. Название передачи придумал Кефир.
Осенью 1995 года начал заниматься клубным диджеингом. Разочаровавшись в направлении современного хип-хопа, Кефир перешёл на хаус-музыку. В 1995 году Кефир занял второе место в категории «mixing» на международном фестивале диджеев Grandmaster D.J. '95, прошедшем в течение четырёх дней с 19 по 22 октября.
В 1996 году Кефир записал свой первый трек «Океан», он был сделан в стиле дип-хаус. Позже он вышел на сборнике The Story Of DJ Parade (1998). Тогда же Кефир создал альянс трёх диджеев F.U.N., куда помимо него вошли DJ LA и DJ Примат. Был тренером по танцам, играл в клубах «Грибоедов А. С.», «Нора» и «XL Club». Помимо хауса Кефир играл музыку в жанрах гараж-хаус, эйсид-джаз и трип-хоп. В том же году Кефир записал в студии петербургского «Радио Шанс» три микстейпа, которые выпустил на аудиокассетах лейбл «Голос Солнца»: …In Da House Mix (хаус), Buck 2 Da Bass-X! (брейкбит, трип-хоп) и Artcore-Bio Cola (джангл, драм-н-бейс).
В 1996 году участвовал в фестивале «Молодёжь стран Балтийского побережья» в Копенгагене (Дания), в 1997 году — в фестивале «Русские техно-пионеры» в Хельсинки (Финляндия), а в 1998 году  — в туре «Лидеры индустрии» по пятнадцати городам России.
В 1997 году вместе с диджеем Приматом первым в России освоил одновременную игру на четырёх проигрывателях.
В 1998 году вместе с диджеем Приматом стал победителем чемпионата по скретчу DMС-Russia 98. C 1998 по 2000 год вёл программу о свежей электронной и танцевальной музыке Sprite Club, которая выходила в эфир многих коммерческих радиостанций.
В 1999 году фирма Zvezda Records выпустила на компакт-дисках и аудиокассетах совместный альбом Кефира и Евгения Арсентьева под названием «Мы сделаем вас счастливыми».
С 2000 по 2005 год Кефир вёл по вторникам на радио «Рекорд» 106.3 FM радиошоу «Счастливые диск-жуки» (в 2000 году — вместе с диджеем Приматом). В том же году издал микстейпы «Время меняться» и «Новая жизнь» на лейбле Effect Records.
В 2000 году компания KDK Records выпустила аудиокассету «5 лет Radio Re-cord 106.3 FM» с микстейпами от Кефира и диджея Лавски. В 2001 году на той же фирме вышел микстейп «Dиско Близко».
В 2003 году лейбл Extra Music издал на кассетах микстейп «Тонкие материи».
В 2003 году «Радио Рекорд» издало на компакт-дисках и аудиокассетах микстейп Кефира «Счастливые диск-жуки».
В 2004 году лейбл Mediatone выпустил микстейпы «Луч света» и «Звёзды дискотек», а в 2005 — «Диско-близко! (Дискотека 20 века)» и «80-е!» (сборник танцевальной музыки).
В 2005 году Mediatone издал на компакт-дисках MP3-компиляцию, состоящую из 4-х микстейпов диджея Кефира: «Звёзды дискотек», «80-е!», «Диско-близко! (Дискотека 20 века)», «Луч света». В 2005 году лейбл Digital Sound издал микстейп «Сказка»
В 2006 году вышел ряд микстейпов Кефира: «Осень — Зима» (Extra Music и Cadillac R'N'B Cafe), «Ты помнишь, как всё начиналось?! (Old Skool Electro Mix)» (MacroVision Records), «Never Cafe» (Mediatone), «Super» (Mediatone), «Россия танцевальная» (KDK Records), «Глубина резкости» (Presound), Freak Boutique (KDK Records) и «Богатые тоже пляшут» (Mediatone).
В 2006 году трек Кефира и Евгения Арсентьева «Возьми меня» вошёл в саундтрек к фильму «Питер FM».
С сентября 2006 по 2008 год вёл на радио «Рекорд» радиошоу «Freak Boutique». В этот момент вышло четыре одноимённых микстейпа.
С 2008 по 2010 выпустил три сборника авторской танцевальной музыки «Record Deep» в стиле дип-хаус.
В 2010 году радио «Рекорд» издало микстейп Кефира Record Chill-Out 6.
В 2014 году DJ Кефир выступил на церемонии открытия зимних Олимпийских игр в Сочи.
В 2018 году выступил в фан-зоне для футбольных болельщиков Петербурга в рамках Чемпионата мира по футболу 2018.
В первой половине 2020 года во время пандемии COVID-19 Лазарев нашёл у себя на даче аудиокассету, на которой были записаны сессии с друзьями-музыкантами в 1988-89-х годах. Так появился проект Lazarave (Лазарейв), посвящённый тем, кто выжил после COVID-19. Некоторые композиции первого альбома For Those Who Alive от лейбла Soviett Records содержат семплы аудиосессий с той самой аудиокассеты. Для понимания общего настроения проекта были созданы два видеоклипа к трекам «Tuxedosoon» и «Diggin'».
В 2022 году выступил на фестивале аудиовизуальной культуры «Душа России.Север» в рамках Восточного экономического форума.
В качестве музыканта Кефир участвовал в записях композиций групп «Кирпичи» («Байка (Ремикс)», 1996), «Чугунный скороход», «Гости из будущего» («Странное чувство», 1998), Бориса Гребенщикова и «Deadушки» (1998), «Русский размер» («Лети (видео)», 1998), «Чиж & Co», «Отпетые мошенники» («Лето — Зима» и «Я болею за „Зенит“», 2008), «Т9» («Пусть всё будет», 2013).
Принимал участие в акциях: «Вспышка», «Восточный удар» (1999), «Музыкальные игры на открытом воздухе», «FortDance», «DJ Parade», «Sensation White в Санкт-Петербурге» (2011), «Record Club».

## Личная жизнь
Женился в 2004 году, от этого брака у него двое сыновей. Так же имеет дочь от предыдущих отношений..

## Критика
В 1999 году Кефир был упомянут в минской «Музыкальной газете» как один из самых модных диджеев Петербурга.
В 2004 году главный редактор портала Rap.ru Андрей Никитин отметил в статье об истории группы Bad Balance напарника Кефира по группе «Имя защищено», ленинградского диджея Вольфа, как «первого человека, начавшего делать скретч» в СССР на проигрывателях «Аккорд».
В 2021 году рэп-группа «Имя защищено» была отмечена в статье об истории хип-хопа в СССР и России на портале «История.рф» как один из лидеров хип-хоп-сцены, появившихся в период с 1989 по 1991 год.

## Награды и номинации
- В 1995 году Кефир занял второе место в категории «mixing» на международном фестивале диджеев Grandmaster D.J. '95, прошедшем в течение четырёх дней с 19 по 22 октября в четырёх клубах Москвы: «2x2», «Эрмитаж», «011» и «Пилот»[9].
- В 1998 году Кефир стал победителем чемпионата по скретчу DMС-Russia 98[1][6][10].
- С 2004 по 2010 год DJ Кефир входил в рейтинг лучших диджеев страны «Top 100 DJ России» по итогам онлайн-голосования на сайте DJ.ru[1]:
  - Top 100 DJ 2004 — 72 место
  - Top 100 DJ 2005 — 69 место
  - Top 100 DJ 2006 — 39 место
  - Top 100 DJ 2007 — 7 место
  - Top 100 DJ 2008 — 6 место
  - Top 100 DJ 2009 — 42 место
  - Top 100 DJ 2010 — 52 место
  - Top 100 DJ 2020 — 75 место
- В 2006 году DJ Кефир занял 36 место в рейтинге «Pro Top 100 DJ» на основе опроса около 200 лучших диджеев России, промоутеров, арт-директоров клубов[1]. В 2007 году — 34 место, а в 2008 году — 96 место[1].

## Дискография
Совместные альбомы
- 1999 — Мы сделаем вас счастливыми (DJ Кефир & Евгений Арсентьев)

Компиляции
- 2005 — Звёзды дискотек, 80-е!, Диско-близко! (Дискотека 20 века), Луч света (MP3, 320 kbps)
- 2007 — Freak Boutique (1+2+3+4, MP3, 320 kbps)

Микстейпы
- 1996 — …In Da House Mix
- 1996 — Buck 2 Da Bass-X!
- 1996 — Artcore-Bio Cola
- 2000 — Время меняться
- 2000 — Новая жизнь
- 2000 — 5 лет Radio Re-cord 106.3 FM (DJ Кефир vs DJ Лавски)
- 2001 — Dиско Близко
- 2003 — Тонкие материи
- 2003 — Счастливые диск-жуки
- 2004 — Луч света
- 2004 — Звёзды дискотек
- 2005 — Диско-близко! (Дискотека 20 века)
- 2005 — 80-е! (сборник танцевальной музыки)
- 2005 — Сказка
- 2006 — Never Cafe (13 Лет KDK)
- 2006 — Super
- 2006 — Россия танцевальная
- 2006 — Глубина резкости
- 2006 — Богатые тоже пляшут
- 2006 — Осень — Зима (Dj Лена Попова + Dj Кефир)
- 2006 — Ты помнишь, как всё начиналось?! (Old Skool Electro Mix)
- 2006 — Freak Boutique
- 2006 — Freak Boutique 2
- 2007 — Freak Boutique 3
- 2007 — Freak Boutique 4
- 2008 — Record Deep Vol.1
- 2008 — Record Deep Vol.2
- 2009 — Record Deep Vol.3
- 2010 — Record Chill-Out 6

Синглы
- 1996 — Океан
- 1999 — Who Has Stolen The Jam! (Кто украл варенье!)
- 1999 — Зенит победит (Кефир и Арсентьев)
- 1999 — Soul 99
- 1999 — Птица счастья завтрашнего дня (Remix) (DJ Кефир & Евгений Арсентьев)
- 2000 — Лето
- 2001 — Счастливый диск-жокей
- 2001 — Когда моя любовь звонит (DJ Кефир & Евгений Арсентьев)
- 2002 — Карнавал (Возможно)
- 2003 — Silence
- 2004 — Я вижу спутник
- 2004 — Ленинград (Мистер Малой и Кефир)
- 2005 — In The World Of Animals
- 2005 — Мурка (DJ Кефир & Евгений Арсентьев)
- 2006 — Angel
- 2006 — Космическая одиссея 2005
- 2006 — Street Beat
- 2007 — Ошибка резидента
- 2008 — Звёзды
- 2008 — До
- 2008 — Ожидание весны (DJ Kefir Remix)
- 2010 — Дальше я! (DJ Kefir & Ed Samoilov)
- 2010 — Ya Huyaryu Na Gitare (DJ Kefir vs. Rubl)
- 2010 — House Is Dead (House MD R.I.P.)
- 2011 — Sex Tourism (DJ Kefir Remix) (by Jeevis)
- 2013 — Party, Party! / Vacation Of Love
- 2015 — In Case of Fire (DJ Kefir cover) (by Музыка невидимых людей/Invisible people)
- 2019 — Aerobika (RITM-2 Remix)
- 2020 — Берегись (Victor A. Lee vs Янка Дягилева ft. DJ Кефир)

Имя защищено
- 1992 — Demo Tape 1989—1992